# Relicina relicinella
Relicina relicinella är en lavart som först beskrevs av William Nylander och som fick sitt nu gällande namn av Mason Ellsworth Hale. 
Relicina relicinella ingår i släktet Relicina och familjen Parmeliaceae. Inga underarter finns listade i Catalogue of Life.